# Estrutura conceitual (arte)

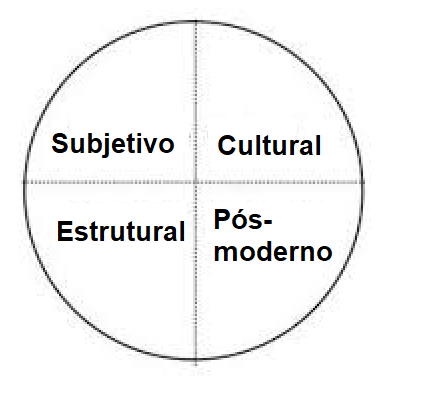
As quatro estruturas de análise na arte

A Estrutura Conceitual consiste em um conjunto interligado de elementos (agências) que auxiliam na análise crítica da arte . Eles podem ser discutidos como elementos  separados ou conectando-os a meta-estruturas que podem ser culturais, estruturais, subjetivas e pós -modernas.

## Visão geral
As quatro agências ou elementos ed análise abrangem as questões de "quem, o quê, quando, onde e por quê", e são as seguintes:
- Artista: o papel do artista onde a obra de arte é explorada como produto de profissionais como artistas, artesãos,  arquitetos e designers . O artista pode ser visto como um indivíduo ou como um grupo ou movimento .
- Público: o papel e o valor do público . O conceito de público pode ser avaliado histórica ou criticamente. O público pode ser específico, como historiadores ou críticos de arte, ou outros membros do público, como alunos, professores, compradores de arte, etc. Ou o público pode ser abstrato como quando as noções de "visão" e "autoria" entram no conceito de público. As próprias obras de arte são estáticas, mas o público e sua interpretação mudam com o tempo.
- Obras de arte: obras de arte como objetos reais. Isso inclui pinturas, esculturas, arquitetura, design, arte performática e seus gêneros, bem como apresentações de reflexões pessoais e culturais de um artista. Além disso, existe a oportunidade de interpretações simbólicas e reinterpretações modernas.
- Mundo: como os interesses "no mundo" são representados na arte. Isso inclui aspectos sócio-políticos como classe, ideologias, etc .; experiências de mundo, pessoais para o artista ou vividas pelo coletivo; interesses do mundo da arte - movimentos, estilos, inovações, pressões, tecnologia e muito mais. ?

## Estruturas de arte
"Estruturas de arte" são "meta-estruturas" geralmente estão associadas à estrutura conceitual e levam a estrutura conceitual adiante. Eles incluem o "quadro" estrutural, subjetivo, pós-moderno e cultural - o que na arte é entendido como "texto"  e linguagem. Desse modo, a própria arte se torna analítica e autoconsciente.
A estrutura subjetiva compreende principalmente sentimentos e emoções expressos e da resposta ou interpretação do público.
O quadro estrutural refere-se a técnicas e princípios físicos aplicados à obra de arte, tais como meios, estrutura geral, fratura  e o uso de símbolos. Um exemplo de fratura é o trabalho do artista francês Daniel Buren e o trabalho do wrapper Christo. 
A moldura cultural examina a influência de diferentes aspectos da cultura sobre a obra de arte, como raça ou questões de classe, religião ou gosto.
O enquadramento pós-moderno não se aplica apenas às obras de arte pós-modernas, mas como uma atitude para com as obras de arte em geral. Características da estrutura pós-moderna incluem aspectos tradicionalmente não artísticos, como apropriação e o uso de humor e ironia.
Essas estruturas analíticas podem ser aplicadas para direcionar ou analisar obras de arte, além da estrutura conceitual.